# Grotto (Washington)
Grotto es un área no incorporada ubicada en el condado de King en el estado estadounidense de Washington.

## Geografía
Grotto se encuentra ubicado en las coordenadas 47°44′11″N 121°25′19″O / 47.73639, -121.42194.
i`m lolo